# Navadna pegatka
Navadna pegatka (znanstveno ime Numida meleagris) je ptica, je najbolj znana predstavnica družine pegatk (Numididae) in edina vrsta v rodu Numida. Doma je v podsaharski Afriki. Udomačili so jo že v antiki Stari Grki, kasneje pa še Rimljani, ki so jo divjo pripeljali v Evropo. Zadnje pegatke so pripeljali v Evropo Portugalci okoli leta 1500.
Zadržuje se večinoma pri tleh v skupinah po približno 25 živali. Je dober letalec, vendar se nevarnosti raje izogne s tekom. Prehranjuje se z raznoliko živalsko in rastlinsko hrano, ki jo išče po tleh s pomočjo močnih nog, s katerimi koplje podobno kot domača kokoš. Na leto znesejo do 90 jajc teže 43 g. Valijo se od 23 do 28 dni.

## Podvrste
Priznanih je devet podvrsta are:
- N. m. coronata (Gurney, 1868)  – Gurneyeva pegatka –  tipično območje: Uitenhage;  pojavlja se v vzhodni in osrednji Južni Afriki ter zahodnem Eswatiniju.[3]
- N. m. galeatus (Pallas, 1767) – zahodnoafriška pegatka –  razširjena v zahodni Afriki do južnega Čada, osrednjega Zaira in severne Angole
- N. m. marungensis (Schalow, 1884) – marunška pegatka – od južnega Kongovskega bazena do zahodne Angole in Zambije.
- N. m. meleagris  (Linnaeus, 1758) – saharska pegatka – vzhodni Čad do Etiopije, severni Zair, Uganda in severna Kenija
- N. m. mitrata (Pallas, 1764) –  čopasta pegatka – tipično območje "Madagaskar" (najverjetneje uvedena). Pojavlja se v Tanzaniji, Zambiji, Bocvani, severni Južni Afriki, vzhodnem Eswatiniju in Mozambiku.[3]
- N. m. damarensis (Roberts, 1917) – damarška pegatka –  tipično območje: Windhoek. Pojavlja se v sušnih območjih južne Angole, severne Namibije in Bocvane severno od 26°S[3]
- N. m. reichenowi (Ogilvie-Grant, 1894) – Reichenowova pegatka – Kenija in osrednja Tanzanija
- N. m. sabyi (Hartert, 1919) – Sabyjeva pegatka – severozahodni Maroko
- N. m. somaliensis (Neumann, 1899) – somalska pegatka – severovzhodna Etiopija in Somalija.